# Janus Pannonius

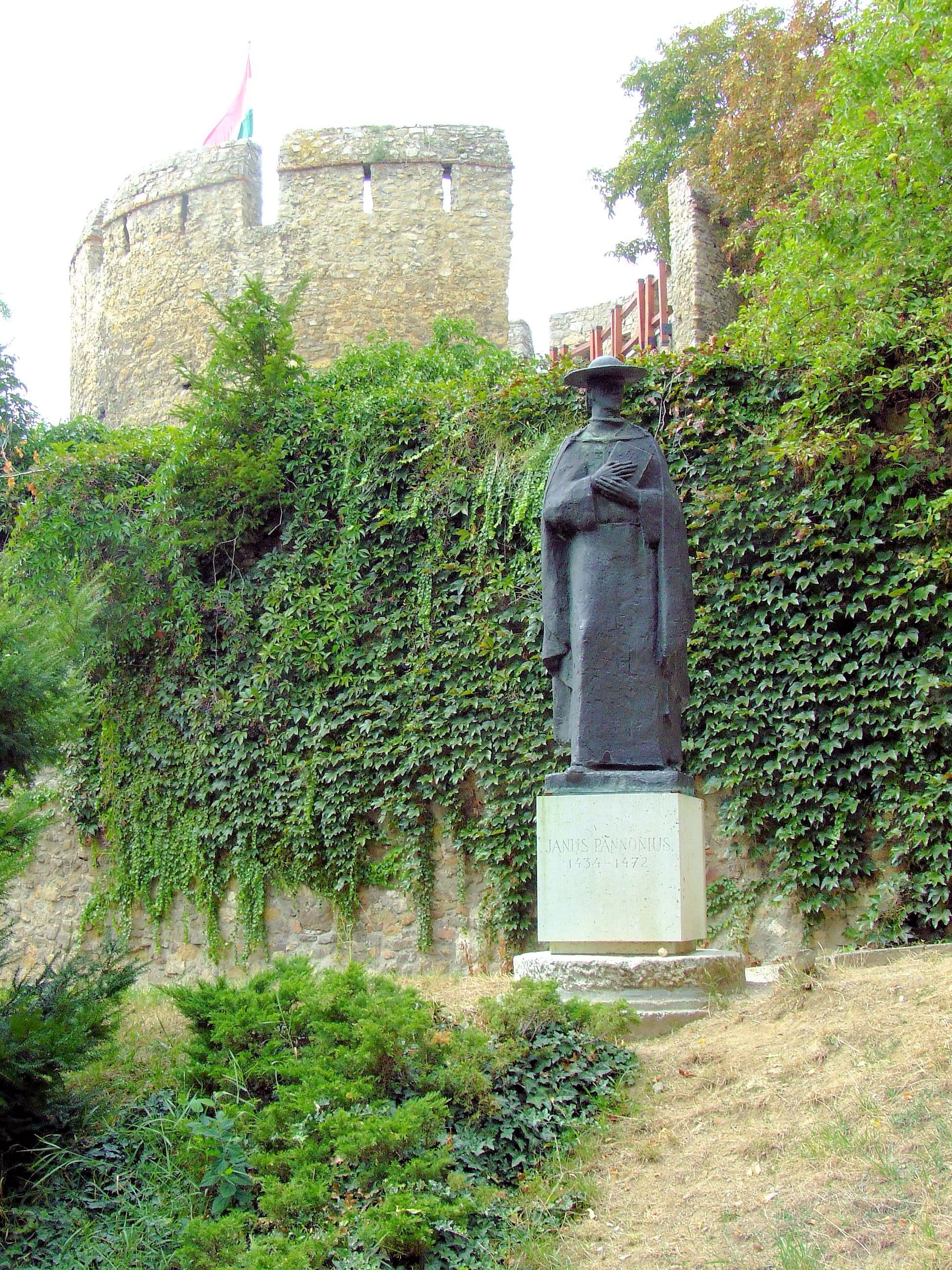
Statue à l’effigie de Janus Pannonius, à Pécs.

Janus Pannonius (hongrois : János Csezmicei ou Kesencei, croate : Ivan Česmički), né le 29 août 1434 et mort le 27 mars 1472, est un humaniste hungaro-croate ; poète, diplomate et évêque de Pécs.
Il est le seul poète majeur dans la Hongrie de la Renaissance, et l'une des figures les plus connues de la poésie humaniste en Europe. Né dans un petit village sur les bords de la Drave, son père était un noble croate, et sa mère était la sœur de l'archevêque Jean Vitéz.
Pannonius est d'abord élevé par sa mère, puis, en 1447, son oncle l'envoie en Italie pour qu'il y reçoive un enseignement humaniste. Il est élève à l'école de Guarino de Vérone, à Ferrare, où il étudie les auteurs grecs et latins avec l'un des professeurs les plus réputés de la Renaissance italienne. Ses enseignants et condisciples le considèrent comme l'un des plus brillants de sa génération. Il révèle bientôt de grandes qualités dans la composition de poésies suivant les règles de la prosodie classique, et écrit ses premiers épigrammes à l'âge de treize ans.
Par la suite, il étudie le droit canonique à l'université de Padoue, visite Rome, et retourne en Hongrie en 1458, à l'avènement du roi Matthias. Il travaille d'abord à la chancellerie royale, est évêque de Pécs, puis vice-chancelier du royaume. Son influence intellectuelle est grande dans le royaume, tandis qu'il conserve des liens avec de nombreux humanistes d'Europe.
Fin 1471, il est compromis dans la conjuration montée par son oncle Jean Vitéz contre Matthias Corvin. Tandis que l'archevêque est arrêté, il doit lui-même se retirer en Croatie, origine de sa famille, et meurt peu après.
Ses poésies ont été publiées à Vienne en 1512, puis à Utrecht, sous le titre Jani Pannonii Poemata.